# سرکشی

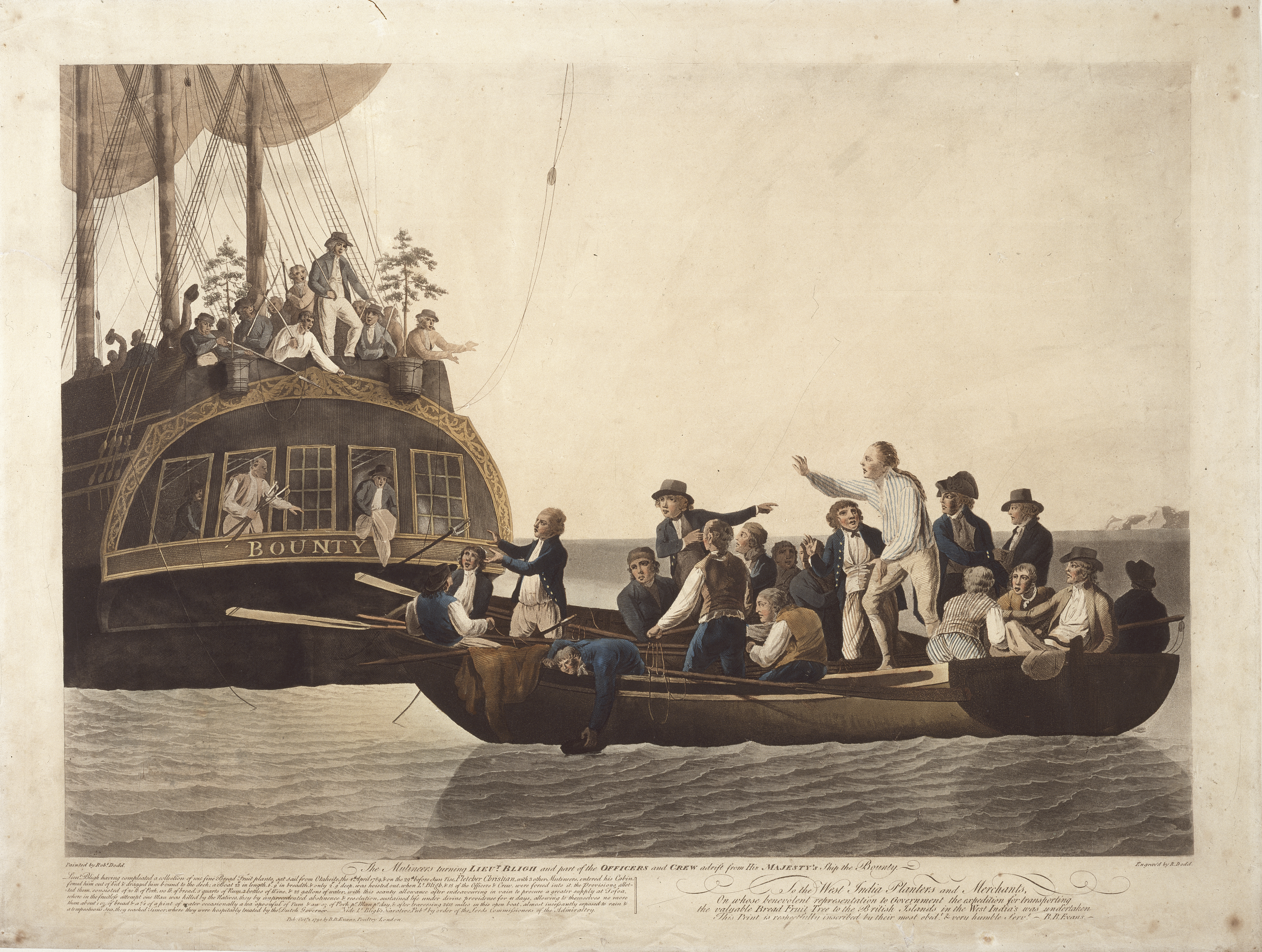
شورش در Bounty یکی از مشهورترین موارد شورش بود که در دریا اتفاق افتاد.

سرکشی توطئه جنایی در میان گروهی از مردم (به‌طور معمول اعضای شاخه نظامی؛ یا خدمه کشتی حتی اگر غیرنظامی باشند) آشکارا مخالف، خواستار تغییر، یا پایان دادن به یک قدرت قانونی است که بر آنهای حاکم است. این اصطلاح معمولاً برای شورش در میان اعضای نظامی در برابر افسر مافوق و همچنین گاهی برای اشاره به هر نوع شورش علیه قدرت حاکم بکار می‌رود.